# سبنسر كيلي (لاعب كرة قدم)
سبنسر كيلي (بالإنجليزية: Spencer Keli)‏ هو لاعب كرة قدم ساموي، ولد في 26 أكتوبر 1985 في ساموا. شارك مع منتخب ساموا لكرة القدم. أما مع النوادي، فقد لعب مع Moaula United FC ‏.

## وصلات خارجية
- سبنسر كيلي على موقع قاعدة بيانات كرة القدم.إي يو (الإنجليزية)
- سبنسر كيلي على موقع ناشيونال فوتبول تيمز (الإنجليزية)
- سبنسر كيلي على موقع Soccerway.com (الإنجليزية)